# Route 302 (Nouvelle-Écosse)
Pour les articles homonymes, voir Route 302.
La route 302 est une route secondaire de la Nouvelle-Écosse d'orientation sud-nord située dans le nord-ouest de la province, au sud d'Amherst. Elle est une route moyennement fréquentée. De plus, elle mesure 23 kilomètres, et est une route asphaltée sur l'entièreté de son tracé.

## Tracé
La 302 est une route moyennement empruntée, puisqu'elle est un raccourci au lieu de la route 2. En effet, les automobilistes venant de la route 2 nord qui veulent aller à Amherst où vers la Route Transcanadienne ouest (route 104) peuvent emprunter cette route au lieu de la route 2 effectuant une boucle vers Springhill. Ce raccourci permet de sauver 21 kilomètres, et permet de sauver une dizaine de minutes en temps.
La 302 débute à Southampton, sur la route 2. Elle commence par se diriger vers le nord pendant une quinzaine de kilomètres, suivant la rivière Maccan, traversant la ville du même nom et Athol. Elle croise ensuite la route 242, puis rejoint Nappan. Elle se dirige ensuite vers l'est, se terminant sur la route 2 à nouveau, à Upper Nappan, 5 kilomètres au sud d'Amherst.

## Communautés traversées
1. Southampton
2. South Athol
3. Athol
4. Maccan
5. Nappan
6. Upper Nappan